# 富兰克林·福尔
富兰克林·福尔（英語：Franklin Foer，/ˈfɔːr/，1974年7月20日—）是一位美国作家和编辑，曾为《新共和》《大西洋》等杂志供稿，主要作品有《没有思想的世界：科技巨头对独立思考的威胁》（World Without Mind: The Existential Threat of Big Tech）等。